# JSP
JSP（全称Jakarta Server Pages，曾称为JavaServer Pages）是由昇陽電腦公司主导建立的一种动态网页技术标准。JSP部署于网络服务器上，可以响应客户端发送的请求，并根据请求内容动态地生成HTML、XML或其他格式文档的Web网页，然后返回给请求者。JSP技术以Java语言作为脚本语言，为用户的HTTP请求提供服务，并能与服务器上的其它Java程序共同处理复杂的业务需求。
JSP将Java程序码和特定变动内容嵌入到静态的页面中，实现以静态页面为模板，动态生成其中的部分内容。JSP引入了被称为“JSP动作”的XML标签，用来调用内建功能。另外，可以创建JSP标签库，然后像使用标准HTML或XML标签一样使用它们。标签库能增强功能和服务器性能，而且不受跨平台问题的限制。JSP文件在运行时会被其编译器转换成更原始的Servlet程序码。JSP编译器可以把JSP文件编译成用Java程序码写的Servlet，然后再由Java编译器来编译成能快速执行的二进制机器码，也可以直接编译成二进制码。

## 综述
JSP从2.0版本开始，增加了表达式语言（EL），以提供更快更简单的创建新标签的方法，并允许开发者创建Velocity式模板。如旧版本代码“Hello, <%=request.getParameter("visitor")%>”可简化为“Hello, ${param.visitor}”。

## 特点
- 能以模板化的方式简单、高效地添加动态网页内容。[1]
- 可利用JavaBean和标签库技术复用常用的功能代码（设计好的组件容易实现重复利用，减少重复劳动）。标签库不仅带有通用的内置标签（JSTL)，而且支持可扩展功能的自定义标签。[1]
- 有良好的工具支持。[1]
- 继承了Java语言的相对易用性。[1]
- 继承了Java的跨平台优势，实现“一次编写，处处运行”。因为支持Java及其相关技术的开发平台多，网站开发人员可以选择在最适合自己的系统平台上进行JSP开发；不同环境下开发的JSP项目，在所有客户端上都能顺利访问。[1]
- 页面中的动（控制变动内容的部分）／静（内容不需变动的部分）区域以分散但又有序的形式组合在一起，能使人更直观地看出页面代码的整体结构，也使得设计页面效果和程序逻辑这2部分工作容易分离（外观视图与逻辑分离）。从而方便分配人员并发挥各自长处，实现高效地分工合作。[1]
- 可与其它企业级Java技术相互配合。JSP可以只专门负责页面中的数据呈现，实现分层开发。[1]

## 包含内容

### JSP指令
JSP指令控制JSP编译器如何去生成servlet，以下是可用的指令：
- 包含指令include –包含指令通知JSP编译器把另外一个文件完全包含入当前文件中。效果就好像被包含文件的内容直接被粘贴到当前文件中一样。这个功能和C预处理器所提供的很类似。被包含文件的扩展名一般都是"jspf"（即JSP Fragment，JSP片段）:

```
<%@
 
include
 
file
=
"somefile.jsp"
 
%>

```

- 页面指令page –页面指令有以下几个选项：

| import       | 使一个JAVA导入声明被插入到最终页面文件。                                   |
| contentType  | 规定了生成内容的类型。当生成非HTML内容或者当前字符集并非默认字符集时使用。 |
| errorPage    | 处理HTTP请求时，如果出现异常则显示该错误提示信息页面。                     |
| isErrorPage  | 如果设置为TRUE，则表示当前文件是一个错误提示页面。                         |
| isThreadSafe | 表示最终生成的servlet是否具有线程安全性。                                  |

```
<%@
 
page
 
import
=
"java.util.*"
 
%>
 
//example
 
import导入样例

<%@
 
page
 
contentType
=
"text/html"
 
%>
 
//example
 
contentType页面类型样例

<%@
 
page
 
isErrorPage
=
false
 
%>
 
//example
 
for
 
non
 
error
 
page无错误页面样例

<%@
 
page
 
isThreadSafe
=
true
 
%>
 
//example
 
for
 
a
 
thread
 
safe
 
JSP执行序安全JSP样例

```

注意：在同一个JSP文件中只有“import”导入页面指令可以被多次使用。
- 标签库指令taglib –标签库指令描述了要使用的JSP标签库。该指令需要指定一个前缀prefix（和C++的命名空间很类似）和标签库的描述URI:

```
<%@
 
taglib
 
prefix
=
"myprefix"
 
uri
=
"taglib/mytag.tld"
 
%>

```

### JSP脚本元素和变量

#### 标准脚本变量
以下是永远可用的脚本变量：
- out：JSPWriter，用来写入响应流的数据
- page：servlet自身
- pageContext：一个PageContext实例包括和整个页面相联系的数据，一个给定的HTML页面可以在多个JSP之间传递。
- request：HTTP request（请求）对象
- response：HTTP response（响应）对象
- session：HTTP session（服务端会话）对象

#### 脚本元素
有三个基本的脚本元素，作用是使JAVA代码可以直接插入servlet.
- 一种是声明标签，在JAVA SERVLET的类体中放入一个变量或方法的定义。静态的数据成员也可以如此定义。
<%! int serverInstanceVariable = 1; %>
- 一种是脚本标签，在JAVA SERVLET的类的_jspService()方法中放入所包含的语句。
<% int localStackBasedVariable = 1;  out.println(localStackBasedVariable); %>
- 一种是表达式标签，在JAVA SERVLET的类中放入待赋值的表达式，表达式注意不能以分号结尾。
<%= "expanded inline data " + 1 %>

### JSP动作
JSP动作是一系列可以调用内建于网络服务器中的功能的XML标签。JSP提供了以下动作：
| jsp:include     | 和子过程类似，JAVA SERVLET暂时接管对其它指定的JSP页的请求和响应。当处理完该JSP页后就马上把控制权交还当前JSP页。这样JSP代码就可以在多个JSP页中共享而不用复制。 |
| jsp:param       | 可以在jsp:include, jsp:forward或jsp:params块之间使用。指定一个将加入请求的当前参数组中的参数。                                                                |
| jsp:forward     | 用于处理对另一个JSP或SERVLET的请求和响应。控制权永远不会交还给当前JSP页。                                                                                     |
| jsp:getProperty | 从指定的JavaBean中获取一个属性值。 |
| jsp:setProperty | 在指定的JavaBean中设置一个属性值。 |
| jsp:useBean     | 创建或者复用一个JavaBean变量到JSP页。 |

#### 标签样例

##### jsp:include
```
<html>

<head></head>

<body>

<jsp:include page="mycommon.jsp" >

    
<jsp:param
 
name=
"extraparam"
 
value=
"myvalue"
 
/>

</jsp:include>

name:
<%=
request
.
getParameter
(
"extraparam"
)
%>

</body>

</html>

```

##### jsp:forward
```
<jsp:forward page="subpage.jsp" >

     
<jsp:param
 
name=
"forwardedFrom"
 
value=
"this.jsp"
 
/>

</jsp:forward>

```

在本例中，请求被传递到"subpage.jsp"，而且请求的处理权不会再返回前者。

##### jsp:useBean
```
<jsp:useBean id="myBean" class="com.foo.MyBean" scope="request" />

<jsp:getProperty name="myBean" property="lastChanged" />

<jsp:setProperty name="myBean" property="lastChanged" value="<%= new Date()%>
"
 
/>

```

scope属性可以是request, page, session or application，它有以下用意：
- request— 该属性在请求的生命周期内有效，一旦请求被所有的JSP页处理完后，那么该属性就不可引用。
- page— 该属性只是当前页中有效。
- session— 该属性在用户会话的生命周期内有效。
- application— 该属性在各种情况下都有效，并且永远不会被变为不可引用，和全局变量global variable相同。

上述例子将会用一个创建一个类的实例，并且把该实例存储在属性中，该属性将在该请求的生命周期内有效。它可以在所有被包含或者从主页面（最先接收请求的页面）转向到的JSP页之间共享。

### JSP标签库
除了JSP预定义动作之外，开发者还可以使用JSP标签扩展API添加他们自定义的动作。开发者写一种实现一个标签的界面和一个标签库的XML描述文件的JAVA类，这就能指定标签和实现标签的JAVA类
请看如下JSP：
```
<%@
 
taglib
 
uri
=
"mytaglib.tld"
 
prefix
=
"myprefix"
 
%>

...

<myprefix:myaction>
 
<%-
-
 
the
 
start
 
tag
 
%>

...

</myprefix:myaction>
 
<%-
-
 
the
 
end
 
tag
 
%>

...

```

JSP编译器将会载入mytaglib.tld这个XML文件，然后可以看到标签myaction由JAVA类MyActionTag实现。当该标签首次在文件中使用时，将会创建一个MyActionTag的实例。然后（而且当每次该标签被使用时），当出现开始标签时，将会调用doStartTag()方法，根据开始标签的结果，来决定如何处理标签的主体。主体是指开始标签和结束标签之间的文本。这个doStartTag()方法将会返回如下之一：
- SKIP_BODY - 标签之间不做处理。
- EVAL_BODY_INCLUDE - 对标签之内主体进行赋值。
- EVAL_BODY_TAG - 对标签之内主体进行赋值并把结果输出到流（保存在标签的主体内容属性中）。

注意：如果标签扩展了BodyTagSupport类，当主体被执行时会在调用doEndTag()之前调用doAfterBody()方法。该方法用于实现循环结构。
当结束标签出现时，它会调用doEndTag()方法，该方法会返回如下两做之一：
- EVAL_PAGE - 表示JSP文件的剩余部份将会被执行。this indicates that the rest of the JSP file should be processed.
- SKIP_PAGE - 表示将不会再有更多执行操作。当前JSP页交出控制权。就象在转发动作中的作用一样。

上述myaction标签tag会有一个类似下面例子的用于实现的类：
```
public
 
class
 
MyActionTag
 
extends
  
TagSupport
 
{

    
//Releases all instance variables.

    
public
 
void
 
release
()
 
{...}

    
public
 
MyActionTag
()
 
{
 
...
 
}

    
//called for the start tag

    
public
 
int
 
doStartTag
()
 
{
 
...
 
}

    
//called at the end tag

}

```

## 本地化
JSP的本地化是通过和JAVA应用程序相同的方式完成的，即使用资源包。

## 模型-视图-控制器 模式
为了把表现层（presentation）从请求处理（request processing）和数据存储（data storage）中分离开来（这样更利于开发、查错和功能扩展），升阳公司推荐在JSP文件中使用一种称作模型-视图-控制器（MVC）的架构模式。按照此设计，当用户访问网站上的特定网址时，用户的处理请求会先由网站服务器获取到，然后先交由网站的控制器程序作初步处理。用户的访问请求可能多种多样，比如查询信息或进行数据计算都是常见的网站业务。控制器程序会初步判断用户请求的种类，然后把用户请求转发给与特定业务对应的Servlet程序或者另一个独立的JSP文件进行业务处理。当请求处理完后，再通过一个专门负责输出信息的JSP页以清晰、美观的方式向用户的浏览器输出结果。简而言之，先由控制器拦截用户请求并做初步判断，再由业务处理程序访问数据（从数据库中访问）和处理业务，最后由视图组件生成结果页面并发送结果给用户。其中JSP一般用作展示输出结果，可以用于展示经Servlet查询或处理后的结果；也可以用一个JSP文件处理业务逻辑，再用另一个JSP文件展示结果。按功能做这样的文件拆分（而非由一个臃肿的JSP页面包揽所有功能）是为了便于团队分工。MVC本身是一种由来已久的设计思想，基于JSP的技术只是实现MVC架构的流行方案之一。Struts和Spring框架等好几种流行的网站建设框架都是基于MVC模式设计的。

## JSP和Servlets

一个JSP页面的生命周期

从架构上说，JSP可以被看作是从Servlets高级提炼而作为Java Servlet 2.1 API的扩展而应用。Servlets和JSP最早都是由昇陽電腦开发的。从JSP1.2版本以来，JSP处于JCP开发模式下。JSR-53规定了JSP 1.2和Servlet 2.4的规范，JSR-152规定了JSP 2.0的规范。2006年5月，JSP 2.1的规范作为Java EE 5的一部份，在JSR-245中发布。
静态数据在输入文件中的内容和输出给HTTP响应的内容完全一致。此时，该JSP输入文件会是一个没有内嵌JAVA或动作的HTML页面。而且，客户端每次请求都会得到相同的响应内容。

### 样例
不管JSP编译器是生成SERVLET的JAVA源码，或者是直接发布二进制码，了解一下JSP编译器是如何把文件转换成一个JAVA SERVLET，都是很有帮助的。例如，看一下如下输入JSP和它最后生成的JAVA SERVLET：
输入JSP
```
<
%@ page errorPage="myerror.jsp" %>

<
%@ page import="com.foo.bar" %>

<
html
>

<
head
>

<
%! int serverInstanceVariable = 1;%>
...

<
% int localStackBasedVariable = 1; %>

<
table
>

    
<
tr
><
td
>
<
%= "expanded inline data " + 1 %>
</
td
></
tr
>

    ...

```

最后生成的JAVA SERVLET
```
package
 
jsp_servlet
;

import
 
java.util.*
;

import
 
java.io.*
;

import
 
javax.servlet.*
;

import
 
javax.servlet.http.*
;

import
 
javax.servlet.jsp.*
;

import
 
javax.servlet.jsp.tagext.*
;

import
 
com.foo.bar
;
 
//imported as a result of <%@ page import="com.foo.bar" %>

import
 
...

class
 
_myserlvet
 
implements
 
javax
.
servlet
.
Servlet
,
 
javax
.
servlet
.
jsp
.
HttpJspPage
 
{

    
//inserted as a

    
//result of <%! int serverInstanceVariable = 1;%>

    
int
 
serverInstanceVariable
 
=
 
1
;

    
...

    
public
 
void
 
_jspService
(
 
javax
.
servlet
.
http
.
HttpServletRequest
 
request
,

                            
javax
.
servlet
.
http
.
HttpServletResponse
 
response
 
)

        
throws
 
javax
.
servlet
.
ServletException
,

               
java
.
io
.
IOException

    
{

        
javax
.
servlet
.
ServletConfig
 
config
 
=
 
...;
//get the servlet config

        
Object
 
page
 
=
 
this
;

        
PageContext
 
pageContext
 
=
 
...;
//get the page context for this request

        
javax
.
servlet
.
jsp
.
JspWriter
 
out
 
=
 
pageContext
.
getOut
();

        
HttpSession
 
session
 
=
 
request
.
getSession
(
 
true
 
);

        
try
 
{

             
out
.
print
(
 
"<html>\r\n"
 
);

             
out
.
print
(
 
"<head>\r\n"
 
);

             
...

             
//from <% int localStackBasedVariable = 1; %>

             
int
 
localStackBasedVariable
 
=
 
1
;

             
...

             
out
.
print
(
 
"<table>\r\n"
 
);

             
out
.
print
(
 
"   <tr><td>"
 
);

             
//note, toStringOrBlank() converts the expression into a string or if

             
// the expression is null, it uses the empty string.

             
//from <%= "expanded inline data " + 1 %>

             
out
.
print
(
 
toStringOrBlank
(
 
"expanded inline data "
 
+
 
1
 
)
 
);

             
out
.
print
(
 
"   </td></tr>\r\n"
 
);

             
...

        
}
 
catch
 
(
 
Exception
 
_exception
 
)
 
{

           
//clean up and redirect to error page in <%@ page errorPage="myerror.jsp" %>

        
}

    
}

}

```

### 文内引用
1. 1 2 3 4 5 6 7  Chung 2013，Overview

### 书目
- Kin-man Chung.  (pdf) 2.3. 甲骨文公司. 2013  [2018年3月16日].
- Hans Bergsten.  3. Sebastopol, California: O'Reilly. 2003  [2006-07-20]. ISBN 0-596-00563-6. （原始内容存档于2019-10-17）.